# Lily Castel
Alice Van Acker, connue sous le nom de scène Lily Castel, née le 10 avril 1937 à Gand, est une chanteuse belge.
La chanteuse est connue pour avoir participé au Concours Eurovision de la chanson 1971 avec Jacques Raymond représentant la Belgique avec la chanson Goeiemorgen, morgen.

## Discographie

### Album studio
- 1986 : Lily Castel

### Singles
- 1968 : Een eeuwigheid of meer
- 1968 : Playboy
- 1969 : Gentlemen, Please
- 1971 : Goeiemorgen, morgen (en duo avec Jacques Raymond)
- 1972 : You Are My Way of Life